# Urau
Urau – miejscowość i gmina we Francji, w regionie Oksytania, w departamencie Górna Garonna.
Według danych na rok 1990 gminę zamieszkiwało 146 osób, a gęstość zaludnienia wynosiła 8 osób/km² (wśród 3020 gmin regionu Midi-Pireneje Urau plasuje się na 917. miejscu pod względem liczby ludności, natomiast pod względem powierzchni na miejscu 623.).